# Kamasi Washington
Kamasi Washington (Los Angeles, 18 februari 1981) is een Amerikaanse jazz saxofonist, componist en bandleider. Hij speelt in een eigen stijl die doet denken aan de free jazz van John Coltrane, Ornette Coleman en Albert Ayler uit het midden van de jaren 60. Hij is een van de oprichters van het jazzcollectief "West Coast Get Down". Zijn (debuut-)album The Epic uit 2015 werd baanbrekend genoemd.

## Carrière
Washington groeide op in Los Angeles in een gezin met muzikale ouders. Zijn vader Ricky speelde o.a. in een gospel-fusionband. In zijn jeugd speelde hij op meerdere instrumenten, maar op zijn 13e probeerde hij de sopraansaxofoon van zijn vader uit, met een compositie van Wayne Shorter. Hij studeerde op de Hamilton High Music Academy en schreef zich voor een studie etnomusicologie in op de UCLA. Hier werkte hij met docenten Kenny Burrell en Gerald Wilson. In die periode nam Washington ook zijn eerste album Young Jazz Giants op, samen met pianist Cameron Graves en de broers Stephen (Thundercat) en Ronald Bruner op bas en drums. In 2005 speelde Washington bij het "Gerald Wilson Orchestre" en werkte mee aan het album In My Time.
In de periode tot 2015 trad Washington op met zijn vrienden onder namen als "The Kamasi Washington Band" en "The Next Step" en bracht hij enkele albums in eigen beheer uit. Regelmatig terugkerende bandleden en medewerkers aan deze albums waren bassist Thundercat, saxofonist Terrace Martin, pianist Brandon Coleman en zangeres Patrice Quinn.
In 2011 richtte producer Gregory Howe met Washington als frontman de punk-jazz band "Throttle Elevator Music" op met bassist en saxofonist Matt Montgomery en drummer Mike Hughes. De groep bracht in de periode 2012-2021 zeven albums uit.
Begin 2015 werkte Washington mee aan het rapalbum To Pimp a Butterfly van Kendrick Lamar, waarna in mei 2015 zijn baanbrekende album The Epic uitkwam. In juni 2015 blies Washington de saxofoonpartij op Thundercat single "Them Changes". The Epic was een een avontuurlijk jazzepos vol subtiele invloeden uit hiphop, R&B, latin en Afrikaanse muziek, dat zelfs de jaarlijsten van popblad OOR haalde.
Washington bracht in september 2017 de ep Harmony of Difference uit, gevolgd door zijn tweede studioalbum Heaven and Earth, dat in juni 2018 werd uitgebracht, met een bijbehorende ep getiteld The Choice.
In 2020 schreef Washington de muziek voor de documentairefilm Becoming over Michelle Obama en haar 34-stedentrip door Amerika met haar gelijknamige memoires.
In 2024 kwam Fearless Movement uit, een dubbel cd met een hoofdrol voor het ritme, een soort dansalbum volgens Washington zelf. Naast zijn 'vaste vrienden' is de medewerkersgroep uitgebreid met o.a. DJ Battlecat, André 3000, George Clinton en BJ the Chicago Kid. Op de hoes staat Washington met zijn dansende 2-jarige dochter, die hem de inspiratie en melodie gaf voor het nummer "Asha the First".

## Discografie
Studio albums
- Young Jazz Giants (Birdman, 2004)
- Live at 5th Street Dick's (eigen beheer, 2005)
- The Proclamation (eigen beheer, 2007)
- Light of the World (eigen beheer, 2008)
- The Epic (Brainfeeder, 2015)
- Heaven and Earth (Young, 2018)
- Fearless Movement (Young, 2024)

Ep's
- Harmony of Difference (Young, 2017)
- The Choice (Young, 2018)
- Becoming – Music from the Netflix Original Documentary (Young, 2020)
- Dinner Party met Robert Glasper, Terrace Martin, 9th Wonder (Sounds of Crenshaw/Empire, 2020)
- Enigmatic Society met Robert Glasper, Terrace Martin, 9th Wonder (Sounds of Crenshaw/Empire, 2023)

Anime
- Lazarus (Adult Swim Original Series Soundtrack) (2025)

## Washington op NSJ
Washington stond voor het eerst op NSJ in 2016. Op het hoofdpodium van de "Maas" speelde hij in een programma met het Metropole Orkest onder leiding van Jules Buckley, met verdere medewerking van zangeres Patrice Quin, zijn vader Rickey Washington op fluit en sopraansaxofoon, Ryan Porter op trombone, Brandon Coleman op toetsen, Abraham Mosley op bas en met de drummers Antonio Austin en Ronald Bruner Jr.
In jaar later speelde hij zonder Metropole Orkest maar met vrijwel dezelfde begeleiders in de kleinere zaal "Darling", op bas speelde Joshua Crumbly en de drummers waren Jonathan Pinson en Robert Miller.
In 2019 vulde Washington en zijn begeleiders weer het hoofdpodium van de "Maas", echter zonder groot orkest, maar heeft desondanks geen moeite deze grote zaal te vullen, zowel qua bezoekersaantal als geluid.
- Gemeinsame Normdatei: 1076494625
- International Standard Name Identifier: 0000 0004 4779 0900
- Library of Congress Control Number: no2009087486
- MusicBrainz: c7a3e868-c6d8-4512-a5ef-f6cbe42899b0
- Système universitaire de documentation: 244135924
- Virtual International Authority File: 315533910
- WorldCat: E39PBJxCCXf9k4QQdFWq8t4Dv3